# Seven Ways To Scream Your Name
Seven Ways To Scream Your Name es el tercer EP de Funeral For A Friend, lanzado el 21 de octubre de 2003.
El CD es un recopilatorio de los dos EP anteriores y contiene siete temas, pero solo uno, "The Getaway Plan", es inédito. Ferret Music lanzó este EP en Estados Unidos para promocionar a la banda antes del lanzamiento de su álbum debut Casually Dressed & Deep in Conversation y para hacer llegar al público estadounidense un resumen de lo mejor de los dos EP anteriores que FFAF lanzó en el Reino Unido, con el principal reclamo del éxito que "Escape Artists Never Die" tuvo en las islas británicas.

## Listado de canciones
1. "10.45 Amsterdam Conversations" – 3:46
2. "Red is the New Black" – 5:14
3. "The Art of American Football" – 2:33
4. "The Getaway Plan" – 4:22
5. "This Year's Most Open Heartbreak" – 2:49
6. "Kiss and Make Up" – 3:59
7. "Escape Artists Never Die" – 5:27

## Créditos
- Matt Davies - Vocalista
- Gareth Davies - Bajo
- Darran Smith - Guitarra
- Kris Roberts - Guitarra
- Ryan Richards - Batería
- Grabado en los Mighty Atom Studios de Swansea, Gales (canciones 1-3)
- Grabado en los Chapel Studios de Londres, Inglaterra (canciones 4-7)
- Producido por Joe Gibb, Colin Richardson y Funeral For A Friend

- Datos: Q2395494